# 地獄先生ぬ〜べ〜
『地獄先生ぬ〜べ〜』（じごくせんせいぬーべー）は、原作：真倉翔、作画：岡野剛による日本の漫画。『週刊少年ジャンプ』（集英社）において、1993年38号から1999年24号まで連載された。略称は「ぬ〜べ〜」。2024年7月時点でシリーズ累計発行部数は2900万部を突破している。

## 概要
「鬼の手」を持つ霊能小学校教師の「ぬ〜べ〜」こと鵺野鳴介が児童を守るために、妖怪や悪霊を退治する学園コメディーアクション。
友情、努力、勝利というジャンプ従来のコンセプトに加え、ホラー、都市伝説、怪談、ラブコメディ、教養、お色気など様々な要素を採り入れ、バリエーションに富んだ展開と個性豊かなキャラクターが繰り広げるストーリーで非常に幅広い年代から老若男女問わず多くの支持を受け、1990年代後半のジャンプ人気に陰りが出始めたころ、『るろうに剣心 -明治剣客浪漫譚-』などとともにジャンプの一翼を担う大ヒット作となった。メディアミックスも果たし、テレビ朝日系列での2度のテレビアニメ化や劇場アニメ化、OVA化、PSゲーム化などが実現している。
また、2006年には全20巻の文庫版が発売された。

### 地獄先生ぬ〜べ〜NEO/地獄先生ぬ〜べ〜S
2014年3月、15年ぶりに集英社『グランドジャンプ』2014年9号にて続編となる新作読み切り『地獄先生ぬ〜べ〜NEO』が発表され、同年5月発売の増刊『グランドジャンプPREMIUM』28号（新装刊2号）にて掲載された。
物語は前作から12年後が舞台となっており、童守小学校に戻ってきた鳴介が教師となった元教え子の稲葉郷子と再会し、そこで巻き起こる怪奇現象に郷子や新たな5年3組の児童たちと共に立ち向かっていく活躍を描く。
こちらでは「学級崩壊」「学校裏サイト」「いじめに対する学校および教育委員会の隠蔽体質」「モンスターチルドレン」など現代的な学校問題や、「ネグレクト」「モンスターペアレント」「定職に就かない若者たち」「現代社会での他人の子供を叱る大人の存在」など大人の教育問題の要素も取り入れられている。
また『ぬ〜べ〜』の時代設定では1990年代を舞台にしていたが本作品では2010年代を舞台にしており、これに合わせて広や郷子たちの小学校時代も2000年代ごろに引き上げられている。
『グランドジャンプ』2014年16号（2014年6月号）からは『霊媒師いずな Ascension』と交換移籍という形で移動し、2019年1号（2019年1月号）まで連載された。
『最強ジャンプ』2016年1月号に出張編が掲載され、9月号から正式に連載開始。『グランドジャンプ』の連載も継続されていて2誌によるダブル連載となる。最強ジャンプ側は後に、2018年8月号からタイトルが『地獄先生ぬ〜べ〜S』と改題された。『ぬ〜べ〜S』では都市伝説をモチーフとした話が増えており、『NEO』から登場した生徒が中心となり、『ぬ〜べ〜』から登場していた生徒や妖怪はほとんど登場しなくなった。2021年5月号まで連載されたが、最終話は雑誌ではなくYouTubeでの公開となった。

### 地獄先生ぬ〜べ〜怪
『最強ジャンプ』2024年9月号に『地獄先生ぬ〜べ〜 百物語見聞録』が読み切りとして掲載された。この読み切りを前日譚として、『地獄先生ぬ～べ～怪』が同誌2025年6月号より連載されている。ぬ～べ～が時空を超えて生徒を救う内容となっている。

### 地獄先生ぬ〜べ〜PLUS
2025年のテレビアニメ化を記念して、『ジャンプ+』にて同年5月14日より6月25日まで短期集中連載として『地獄先生ぬ〜べ〜PLUS』が連載された。ぬ〜べ〜や広や郷子が登場し、今まで語られていない「＋」の話が描かれるスピンオフ作品であるが、美樹がスマートフォンを所持していたり、AI画像生成などが登場するなど、時代設定は大きく違っている。

## 作品の特徴
作品の構成は1話完結か長編であるが、その中に様々な要素を採り入れている。根元となっている作品の構成やテーマについては、後の文庫版収録のこぼれ話「メイキング・オブ・ぬ〜べ〜」によって仄めかされている。主人公は強力な武器と必殺技を持っているものの敵を倒す際に必ずしも使うことはなく、主人公を含め登場人物たちが有り合わせの武器や日用品など限られた科学力と知恵と勇気を振り絞って敵と戦い敵を倒す場合も多いのが本作品の特徴である（寄生虫やゴーレムの回など）。鳴介が妖怪を倒すだけではなく、敵の妖怪と戦って深手を負った鳴介を生徒たちが助けるといったエピソードもある。反魂香で復活したゾンビが現れた話でも発煙筒を使って警察のヘリコプターを呼び、その強風を利用して反魂香の効果を打ち消すという対処法でゾンビを撃退している。

### 妖怪・霊の位置づけ
作品の主体となっているのは、舞台となる童守町での正義感の強い霊能力教師、「ぬ〜べ〜」こと鵺野鳴介の活躍劇で、鳴介が妖怪や霊から教え子や町民を助けるという図式で成り立っている。とりわけ、この作品には「妖怪」「霊」の存在が強く作品に働きかけており、「人の心が妖怪を創り出す」が作品に対する共通理念として掲げられ、それに対する人の心理が深く作品の中身に関わっている。。続編の『NEO』では科学的な見地から言及されており「人間の心が量子を動かし、地獄や天国などの異次元や魑魅魍魎の存在を作り出した」と語られている。よって、彼らは牙を剥き、鳴介たちに襲い掛かるだけでなく、時に彼らは人間の理解者や味方だったり、時には人間によって捻じ曲げられた被害者としても描かれている。その中に後述の登場人物たちが複雑に絡み合っていくことで、独特の作品世界が形作られている。また、妖怪や悪霊のほか、都市伝説や怪奇ファイルなどを採り上げたりもしているが、これらも全て基本概念である妖怪、霊の存在に置き換えたりしている。

### ストーリーの傾向
ストーリーの傾向は実に多種多様であり、パターン化されないよう作者の試みが生かされた。児童や町民に襲いかかる妖怪や悪霊を倒すバトル中心の展開だけでなく、本格的なホラーや、ドラマチックなメロドラマ、ラブストーリー、読者に対して人生観を問うようなヒューマンドラマ、ミステリアスな伝奇ストーリーやナンセンスなギャグ、諷刺や皮肉を込めた話なども見られ、子供っぽい話から大人びた話まで幅広い。このような趣向の背景には、当時担当の編集者の意向もあり、それに合わせていたと真倉が語っている。また、ぬ〜べ〜以外にも、童守小の児童たち、ゆきめや玉藻といった妖怪などにスポットを当てることで、がらっと作品の雰囲気が入れ替わることもある。
採り上げる題材によって日本の妖怪編、学校の七不思議・都市伝説編、Xファイル編、ホビー編、バトル編などに分けられる。

### キャラクター
この作品の魅力の一つとして、登場キャラクターも挙げられる。原作者の真倉はキャラクター設定において、性格や心理学に基づく行動原理に重点を置いており、キャラクターの心理描写は緻密に描かれている。また、それは友人、師弟、親子、男女といった人間関係にも有用に働きかけており、一層キャラの個性を引き立てるものとなっている。それに加え、岡野の画風はいわゆる美形、美少女キャラが多く、一部のキャラには熱心なファンが付くほどである。これらが約6年にも及ぶ長期連載と、その後の根強い人気につながった大きな要因でもある。

### 教養漫画としての側面
話のベースとなっているものは鳴介の教育理論や道徳論、人生論であり、各ストーリーに於いて個々のテーマが設けられ、読者に対するメッセージ性が強いのも大きな特長である。さらに、テーマは心理学や社会学、論理学などの専門知識を採り上げている場合もあるが、話は子供にも理解しやすく描くようにしている。
テーマがストーリーの裏側にカモフラージュされた話も多く、深く内容を読み取らないと主旨に気付かない仕掛けになっている作品もあり、全体で一貫したテーマを持ったオムニバス作品としても仕上がっている。

### 連載終了とその後
『週刊少年ジャンプ』連載作品において、基本的に一話完結もので30巻以上続いた作品は、本作品と『トイレット博士』、『こちら葛飾区亀有公園前派出所』、『銀魂』、『SKET DANCE』だけである。また、連載終了まで数か月（単行本1巻に相当）の猶予期間を与えられたことで、『週刊少年ジャンプ』連載作品としては珍しく円満な完結を遂げている。
連載終了後も根強い人気を誇り、息の長いロングランヒット作品だったといえる。後述のアニメ作品が夏休みなどの朝のアニメ番組として何度も再放送された実績があり、その度に新たな世代の読者層を開拓していたことが大きな要因である。
しかし、続編であるNEOでは物語自体が中途半端なところで終わっているほか、前作では主要キャラクターだった生徒の中にも未登場だったものが多い、1話で教職を続ける決心をした郷子が寿退職してしまうなど、打ち切りのような終わり方をしている。
その後、掲載紙を変えて『NEO』から引き継がれた『S』も単行本全4巻と極めて短期間で終了した。
後に同作者によって連載された『ツリッキーズピン太郎』や『未確認少年ゲドー』に本作品のキャラが脇役や背景キャラとして登場している。

### 作中の描写について
- 「読者サービス」と銘打ったお色気シーンとして、「サービスカット」が多い。インパクトの強い描写はこの作品の特徴でもあり、他にギャグ的表現や人・妖怪の生々しい存在感、死体や虫などのグロテスクな表現も描いたりしている。
- 最初期は当時の退魔アクション物の定番通りに脇役キャラが死亡する描写があったが、連載が軌道に乗ると死者の数は一気に減少した。
- 幼年読者に定着するために、要所要所で「本当は大人は皆怪物の実在を知っているのに何か理由があって子供には隠している」という雰囲気を出していた。

## 童守町
童守町は本作品の舞台である架空の町で、命名の由来は「わらべを守る町」。大字の町ではなく町制が敷かれている。しかし後に市規模の自治体だったことが判明する。
巻末に載った童守町の概要を紹介したページでは山あり谷ありであまり大きな町ではないが、田舎というほどでもない郊外に位置する中規模の町という設定だったが、ストーリーのほとんどがこの童守町内で展開されていく構図をとっているため、ありとあらゆる名所が存在する巨大な町というコンセプトに変更されていった。また、アニメにおいて童守小の地下には関東ローム層があるとされている。戦国時代では関東を支配した後北条氏の支配地では童守城という城も存在した。
ほとんどの話の舞台が童守町になっている都合上、時には渋谷をそのまま模倣したようなセンター街が出てきたり、漁場、農村、巨大なアミューズメントパークや花やしきそのままの遊園地も出てくる。また、玉藻が絡むストーリーではスタイリッシュで都会的な風景や街並が出てきたり、時には東京タワーそのままの「童守タワー」が出てくるなど、赤坂あたりを舞台にしていると読者に思わせるような雰囲気で描かれているが、あくまで「童守町内で街並のある港」が舞台ということになっている。
本編ストーリー中では大激戦が絡むような大ストーリーであっても、あくまで舞台設定は童守町内で起こるというコンセプトを維持しており、終始身近な日常に巻き起こる出来事という路線で描かれている。

## 番外編漫画
『地獄先生ぬ〜べ〜 コンプリートDVD-BOX 2』に付録として収録している真倉翔&岡野剛描き下ろし番外編漫画でタイトルは『一夜だけの復活』。ページ数24ページの短編コミックで原作ではなくアニメ版の最終回（映画第三作目）の後、10年ぶりの同窓会として鳴介らが再会するというもの。ただし、アニメ版の続編という設定上、全員年齢も容姿も最終回当時のままである。内容は完全なコメディ路線で東映のスタッフが撮影の準備をしているという楽屋ネタやブラックジョークに富んでおり、劇場版に登場した飯島久美子、加々美潤、渚が登場する他、アニメ未登場に終わった眠鬼や時空らが登場し、本編で成仏したブキミちゃんがリベンジを仕掛けてくる他、オリジナルキャラクターである地獄の料理人「血まみれのコックさん」が登場する。ラストはオールスターズでのパーティーが終わった後に復活した絶鬼が登場するが、マクラノジョージの「終わったよー」の一言による幕引きというオチとなりその後、作者のあとがきに続くというものとなっている。設定はアニメ版だが血まみれのコックさんのシーンでは原作と同様の残酷描写が描かれている。ちなみにこの漫画ではテレビアニメおよび映画OVAの時系列はテレビ版最終回→OVA1作目→ OVA2作目→OVA3作目→映画1作目→映画2作目→映画3作目ということが示唆されている。
上記の内容の性格上、単行本に収録することが困難であり、付録が収録されたDVD-BOXの発売から10年以上が経過されたという経緯から電子書籍サイト『マンガ図書館Z』にて2019年12月19日より2024年7月31日まで公開され、翌月2日より集英社のジャンプコミックスDIGITALにて配信されている。

## スピンオフ作品
作中に登場するイタコ見習い・葉月いずなを主人公とした前作から3年後で『地獄先生ぬ〜べ〜NEO』から9年前が舞台のスピンオフ作品『霊媒師いずな』が、集英社『オースーパージャンプ』2007年8月号・11月号、『スーパージャンプ』2007年24号に掲載されている。その後『オースーパージャンプ』2008年6月号から連載開始、『スーパージャンプ』『グランドジャンプ』と掲載誌を移しながら連載した。2014年6月に『地獄先生ぬ〜べ〜NEO』と入れ替わりで現在『グランドジャンプPREMIUM』で連載中である。

## 書誌情報

### 単行本
- 真倉翔（原作） / 岡野剛（作画） 『地獄先生ぬ〜べ〜』 集英社〈ジャンプ・コミックス〉、全31巻
  1. 「九十九の足の蟲の巻」1994年1月16日初版発行、ISBN 4-08-871456-3
  2. 「妖狐・跳梁跋扈の巻」1994年4月9日初版発行、ISBN 4-08-871457-1
  3. 「真夜中の優等生の巻」1994年7月9日初版発行、ISBN 4-08-871458-X
  4. 「恐怖の口裂け女の巻」1994年10月9日初版発行、ISBN 4-08-871459-8
  5. 「人食いモナリザの謎の巻」1994年12月7日初版発行、ISBN 4-08-871460-1
  6. 「第4コースの幽霊の巻」1995年2月8日初版発行、ISBN 4-08-871526-8
  7. 「幽体ひっぱりゲーム！の巻」1995年4月9日初版発行、ISBN 4-08-871527-6
  8. 「雪女の季節の巻」1995年7月9日初版発行、ISBN 4-08-871528-4
  9. 「妖怪お歯黒べったりの巻」1995年9月9日初版発行、ISBN 4-08-871529-2
  10. 「時をかけるぬ〜べ〜の巻」1995年11月7日初版発行、ISBN 4-08-871530-6
  11. 「反魂の術の巻」1996年1月15日初版発行、ISBN 4-08-872211-6
  12. 「鬼の手の秘密の巻」1996年3月9日初版発行、ISBN 4-08-872212-4
  13. 「木枯らしに消えた雪女の巻」1996年5月15日初版発行、ISBN 4-08-872213-2
  14. 「謎の人体発火現象の巻」1996年7月9日初版発行、ISBN 4-08-872214-0
  15. 「座敷童子の悲しき過去の巻」1996年9月9日初版発行、ISBN 4-08-872215-9
  16. 「童守小・恋の大混戦の巻」1996年11月6日初版発行、ISBN 4-08-872216-7
  17. 「ぬ〜べ〜初めて海外旅行に行くの巻」1996年12月30日初版発行、ISBN 4-08-872217-5
  18. 「ぬ〜べ〜・過去を知る男の巻」1997年3月9日初版発行、ISBN 4-08-872218-3
  19. 「陽神七変化・あゆみちゃんの大冒険の巻」1997年5月6日初版発行、ISBN 4-08-872219-1
  20. 「ぬ〜べ〜・ゆきめ 愛の最終決着⁉の巻」1997年7月9日初版発行、ISBN 4-08-872220-5
  21. 「超空間妖怪・野槌の巻」1997年9月9日初版発行、ISBN 4-08-872401-1
  22. 「ぬ〜べ〜クラスの通信簿の巻」1997年11月9日初版発行、ISBN 4-08-872402-X
  23. 「壁の中に潜む者の巻」1998年1月14日初版発行、ISBN 4-08-872503-4
  24. 「童守町最大の決戦！の巻」1998年4月8日初版発行、ISBN 4-08-872540-9
  25. 「白銀の大恋戦‼の巻」1998年6月9日初版発行、ISBN 4-08-872564-6
  26. 「結成‼　童守少年妖撃団の巻」1998年9月7日初版発行、ISBN 4-08-872600-6
  27. 「メリーさんの巻」1998年11月9日初版発行、ISBN 4-08-872625-1
  28. 「死神の巻」1999年1月13日初版発行、ISBN 4-08-872653-7
  29. 「ぬ〜べ〜修行時代⁉の巻」1999年4月7日初版発行、ISBN 4-08-872695-2
  30. 「覇鬼、復活‼の巻」1999年6月8日初版発行、ISBN 4-08-872722-3
  31. 「さようならぬ〜べ〜の巻」1999年9月8日初版発行、ISBN 4-08-872757-6
- 真倉翔（原作） / 岡野剛（作画） 『地獄先生ぬ〜べ〜NEO』 集英社〈ジャンプ・コミックス〉、全17巻
  1. 2014年10月3日発売[7]、ISBN 978-4-08-880256-5
  2. 2015年1月5日発売[8]、ISBN 978-4-08-880302-9
  3. 2015年5月1日発売[9]、ISBN 978-4-08-880362-3
  4. 2015年10月3日発売[10]、ISBN 978-4-08-880554-2
  5. 2015年12月4日発売[11]、ISBN 978-4-08-880558-0
  6. 2016年5月2日発売[12]、ISBN 978-4-08-880697-6
  7. 2016年8月4日発売[13]、ISBN 978-4-08-880743-0
  8. 2016年12月2日発売[14]、ISBN 978-4-08-880871-0
  9. 2017年4月4日発売[15]、ISBN 978-4-08-881101-7
  10. 2017年5月2日発売[16]、ISBN 978-4-08-881102-4
  11. 2017年8月4日発売[17]、ISBN 978-4-08-881232-8
  12. 2017年11月2日発売[18]、ISBN 978-4-08-881235-9
  13. 2018年1月4日発売[19]、ISBN 978-4-08-881445-2
  14. 2018年4月4日発売[20]、ISBN 978-4-08-881460-5
  15. 2018年7月4日発売[21]、ISBN 978-4-08-881533-6
  16. 2018年10月4日発売[22]、ISBN 978-4-08-881597-8
  17. 2019年1月4日発売[23]、ISBN 978-4-08-881710-1
- 真倉翔（原作） / 岡野剛（作画） 『地獄先生ぬ〜べ〜S』 集英社〈ジャンプ・コミックス〉、全4巻
  1. 2019年3月4日発売[24]、ISBN 978-4-08-881778-1
  2. 2020年1月4日発売[25]、ISBN 978-4-08-882197-9
  3. 2020年12月4日発売[26]、ISBN 978-4-08-882508-3
  4. 2021年6月4日発売[27]、ISBN 978-4-08-882752-0
- 真倉翔（原作） / 岡野剛（作画） 『地獄先生ぬ〜べ〜PLUS』 集英社〈ジャンプ・コミックス〉、2025年7月4日発売[28]、ISBN 978-4-08-884579-1

### 文庫版
- 真倉翔（原作） / 岡野剛（作画） 『地獄先生ぬ〜べ〜』 集英社〈集英社文庫〉、全20巻
  1. 2006年1月18日発売[29]、ISBN 4-08-618427-3
  2. 2006年1月18日発売[30]、ISBN 4-08-618428-1
  3. 2006年3月17日発売[31]、ISBN 4-08-618429-X
  4. 2006年3月17日発売[32]、ISBN 4-08-618430-3
  5. 2006年4月18日発売[33]、ISBN 4-08-618431-1
  6. 2006年4月18日発売[34]、ISBN 4-08-618432-X
  7. 2006年5月18日発売[35]、ISBN 4-08-618433-8
  8. 2006年5月18日発売[36]、ISBN 4-08-618434-6
  9. 2006年6月16日発売[37]、ISBN 4-08-618435-4
  10. 2006年6月16日発売[38]、ISBN 4-08-618436-2
  11. 2006年7月14日発売[39]、ISBN 4-08-618437-0
  12. 2006年7月14日発売[40]、ISBN 4-08-618438-9
  13. 2006年8月10日発売[41]、ISBN 4-08-618439-7
  14. 2006年8月10日発売[42]、ISBN 4-08-618440-0
  15. 2006年9月15日発売[43]、ISBN 4-08-618441-9
  16. 2006年9月15日発売[44]、ISBN 4-08-618442-7
  17. 2006年10月18日発売[45]、ISBN 4-08-618443-5
  18. 2006年10月18日発売[46]、ISBN 4-08-618444-3
  19. 2006年11月17日発売[47]、ISBN 4-08-618445-1
  20. 2006年11月17日発売[48]、ISBN 4-08-618446-X

## アニメ（1996年版）

### テレビアニメ
1996年4月から1997年3月まで、テレビ朝日系列ほかにて放送された。1996年4月13日から同年9月14日までは土曜日19:30 - 19:58、同年10月12日から1997年6月21日までは土曜日19:30-20:00に放送。ナレーションは来宮良子が担当。スポンサーの都合やテレビ局編集の関係、視聴率が爆発的に良ければ延長もあり得たが、当初の予定通り4クールでの放送となった。最終回（48話）は原作第137話「次元妖怪・まくらがえし」の映像化となり、いつものように妖怪を退治した後、生徒をはじめとするレギュラーキャラたちが総登場し、これから先も話が続いていくことを予感させる終わり方となっている。平均視聴率は11.3%。本編は全48話だが、本編放送終了後の1997年8月7日にテレビ朝日で放送されたスペシャル「完全保存版!!地獄先生ぬ〜べ〜超百科」も話数にカウントされているため、実質的に全49話となっている。
『ぬ〜べ〜』のタイトルロゴは原作者である真倉が雑誌連載前の読み切りに後々アニメ化されることを意識して原案したものであり、OP冒頭のナレーションも原作第1話冒頭で挿入されていたものをそのまま再現したものである。後にスペイン、チリ、インドネシア、フィリピン、メキシコでも放送された。

#### アニメ再放送
地上波ではテレビ朝日、サンテレビが総集編も含めて再放送。
BSデジタル波では、BS朝日にて2011年11月から「アニメストリート」枠での再放送が開始された（前番組は『スラムダンク』であり、地上波本放送時と同じ変遷）。
有料チャンネルでは2000年12月から2001年6月まで東映チャンネルにて（毎回2話ずつの放送）、東映の資本が入っているアニマックスでも2006年9月から2007年3月まで（毎回2話ずつの放送）と、2007年3月から2007年5月まで（毎回1話ずつの放送）の期間に再放送された。2014年4月からCSのテレ朝チャンネル1で放送している。

#### スタッフ（1996年版テレビアニメ）
- プロデューサー
  - テレビ朝日 - 岩本太郎 → 梶淳
  - 電通 - 渡辺哲也
  - 東映動画 - 西沢信孝、嶋津毅彦（OVA）
- 原作 - 真倉翔 / 漫画 - 岡野剛（集英社「週刊少年ジャンプ」連載）
- 製作担当 - 山口彰彦
- 音楽 - BMF、天野正道（OVA）
- 音楽協力 - テレビ朝日ミュージック
- キャラクターデザイン - 大西陽一
- 美術デザイン - 坂本信人（ビックスタジオ）
- 色彩設計 - 塚田詔
- チーフディレクター - 貝澤幸男
- 撮影 - 三晃プロダクション
- プロデューサー補 - 櫻田博之（東映動画）
- 編集 - 西山茂（タバック）
- 録音 - 池上信照（タバック）
- 音響効果 - 石野貴久（サウンドリング）
- 選曲 - 渋江博之（オーディオ田中）
- 録音スタジオ - タバック
- 現像 - 東映化学
- 制作協力 - 電通
- 制作 - テレビ朝日、東映

#### 主題歌（1996年版テレビアニメ）
「バリバリ最強No.1」
FEEL SO BADによるオープニングテーマ。作詞・作曲は川島だりあと倉田冬樹、編曲は倉田冬樹。
第48話（最終話）、第49話（特番）および劇場アニメ第2作『地獄先生ぬ〜べ〜 午前0時ぬ〜べ〜死す!』ではオープニング・エンディングの両方で起用された。児童たちの視点で、霊能力教師、ぬ〜べ〜のヒロイズムを全面的に押し出した楽曲。
激しいリズム、ダウン・チューニングのギターフレーズが使われたジャパニーズ・メタルに分類される楽曲ではあるが、サビの部分はベートーヴェンの『交響曲第9番《合唱付き》』から第4楽章「歓喜の歌」をモチーフにしている。原作でも、広たちがカラオケでこの曲を歌う場面が描かれている。原作の続編『NEO』においても楽曲を歌ったり、ぬ〜べ〜が「この世はまだまだわからないことがたくさんある」と楽曲の歌詞を意識した台詞を口にする描写が見られる。
2025年版ではぬ〜べ〜の携帯電話の着信音として本楽曲が使用された。
「ミエナイチカラ 〜INVISIBLE ONE〜」
B'zによる第1話 - 第29話のエンディングテーマ。作詞は稲葉浩志、作曲は松本孝弘、編曲は松本孝弘と稲葉浩志と池田大介。
B'z初のアニメソングであるが「アニメとは全く関係ないものになってしまい（作品のファンには）申し訳なかった」とメンバーは述べている。シングル発売から遅れてぬ〜べ〜のイラストが描かれたタイアップ用のオリジナルパッケージも発売された。劇場アニメ第1作『（超）劇場版!地獄先生ぬ〜べ〜』においてもエンディングテーマとして使用された。
「SPIRIT」
PAMELAHによる第30話 - 第47話のエンディングテーマ。作詞は水原由貴、作曲・編曲は小澤正澄。
PAMELAH初のアニメソング。エンディングの映像ではヒロインのゆきめをフィーチャーしており、彼女の心情を表した歌として使用された。

#### 各話リスト（1996年版テレビアニメ）
| 話数 | サブタイトル                                          | 脚本         | 演出       | 作画監督   | 美術         | 初放送日       |
| ---- | ----------------------------------------------------- | ------------ | ---------- | ---------- | ------------ | -------------- |
| 1    | 恐怖の新学期!謎の鬼の手                               | 富田祐弘     | 貝澤幸男   | 須田正己   | 坂本信人     | 1996年 4月13日 |
| 2    | トイレの花子さんが出たぁ〜っ!                         | 小山高生     | 山田徹     | 氏家章雄   | 中山恭子     | 4月20日        |
| 3    | うわさ話はやめられない!おしゃべり妖怪・恐怖の五枚舌!  | 菅良幸       | 中村哲治   | 上野ケン   | 篠田邦宏     | 4月27日        |
| 4    | 使用禁止!?河童の出る鉄棒                              | 富田祐弘     | 角銅博之   | 近藤優次   | 小名木麻起子 | 5月4日         |
| 5    | 学校の七不思議魔の13階段                              | 小山高生     | 芝田浩樹   | 寺岡巌     | 坂本信人     | 5月11日        |
| 6    | ぬ〜べ〜死す!?最強の敵（ライバル）・妖狐玉藻          | 菅良幸       | 山田徹     | 加々美高浩 | 内川文広     | 5月18日        |
| 7    | 鬼の手VS火輪尾の術                                    | 菅良幸       | 角銅博之   | 大西陽一   | 坂本信人     | 5月25日        |
| 8    | UFO襲来!宇宙人童守町に現る                            | 富田祐弘     | 中村哲治   | 須田正己   | 内川文広     | 6月1日         |
| 9    | 5年3組大パニック!巨乳ろくろ首                         | 小山高生     | 芝田浩樹   | 氏家章雄   | 坂本信人     | 6月8日         |
| 10   | 悪鬼大暴れ!努力する子はご用心                         | 菅良幸       | 山田徹     | 上野ケン   | 内川文広     | 6月15日        |
| 11   | スクープ!ぬ〜べ〜が雪女と婚約!?                       | 小山高生     | 角銅博之   | 松本朋之   | 坂本信人     | 6月22日        |
| 12   | 恐怖の遠足!鬼門峠の謎                                 | 菅良幸       | 山内重保   | 大西陽一   | 内川文広     | 6月29日        |
| 13   | 教室が凶器に変身!?妖刀はたもんばの呪い                | 小山高生     | 角銅博之   | 加々美高浩 | 坂本信人     | 7月13日        |
| 14   | 郷子が2人!?ドッペルゲンガーの恐怖                     | 富田祐弘     | 山田徹     | 柳沢テツヤ | 藤田勉       | 7月20日        |
| 15   | ゆきめリターンズ!真夏の冷凍大作戦                     | 菅良幸       | 芝田浩樹   | 須田正己   | 中山恭子     | 8月3日         |
| 16   | 鬼の手使用不能!!旧校舎の怪人                          | 小山高生     | 貝澤幸男   | 氏家章雄   | 芳野満雄     | 8月10日        |
| 17   | プールサイドのロマンス…第4コースの幽霊                | 富田祐弘     | 中村哲治   | 上野ケン   | 中山恭子     | 8月17日        |
| 18   | 復活の妖狐（ライバル）・玉藻!校庭に潜む巨大怪魚!!     | 菅良幸       | 石崎すすむ | 近藤優次   | 芳野満雄     | 8月31日        |
| 19   | 連続切り裂き魔!最強ペア愛の大追跡!!                   | 富田祐弘     | 角銅博之   | 大西陽一   | 中山恭子     | 9月7日         |
| 20   | 過去へのタイムスリップ!見たぞぬ〜べ〜の秘密!!         | 菅良幸       | 山田徹     | 横山健次   | 内川文広     | 9月14日        |
| 21   | 神との激突!裁きを受けるのは俺だ!!                     | 富田祐弘     | 貝澤幸男   | 柳沢テツヤ | 中山恭子     | 10月12日       |
| 22   | 君のうしろに誰かいる!恐怖の心霊写真!!                 | 菅良幸       | 中村哲治   | 加々美高浩 | 芳野満雄     | 10月19日       |
| 23   | 0時0分0秒の怪!?合わせ鏡の七不思議                     | 富田祐弘     | 角銅博之   | 須田正己   | 中山恭子     | 10月26日       |
| 24   | 魔性のDカップ!!愛のカラス伝説                         | 小山高生     | 山田徹     | 上野ケン   | 内川文広     | 11月9日        |
| 25   | しあわせパニック!涙に消えた座敷わらし                 | 菅良幸       | 志水淳児   | 近藤優次   | 中山恭子     | 11月16日       |
| 26   | 戦慄の2世誕生!!ママは妖怪、パパは先生!                | 富田祐弘     | 芝田浩樹   | 大西陽一   | 藤田勉       | 11月30日       |
| 27   | コギャルの危険なアルバイト!?霊獣を操る美少女いずな    | 富田祐弘     | 角銅博之   | 加々美高浩 | 中山恭子     | 12月7日        |
| 28   | 世にも奇妙なXマス…幸せのケサランパサラン              | 菅良幸       | 中村哲治   | 横山健次   | 藤田勉       | 12月14日       |
| 29   | 妖怪オールスター総登場!呪われた学園祭!!               | 菅良幸       | 山田徹     | 上野ケン   | 中山恭子     | 1997年 1月11日 |
| 30   | 放課後の恐怖!走る二宮金次郎像!!                       | 小山高生     | 石崎すすむ | 柳沢テツヤ | 中山恭子     | 1月18日        |
| 31   | 誰にも言えない目玉の恐怖!!天才バイオリニストの大罪    | 小山高生     | 貝澤幸男   | 須田正己   | 藤田勉       | 1月25日        |
| 32   | そして誰もいなくなる!図書室の赤い怪少女!!             | 富田祐弘     | 角銅博之   | 柳沢テツヤ | 藤田勉       | 2月1日         |
| 33   | しょうけらが窓からのぞく!リツコ先生最大の危機!!       | 小山高生     | 志水淳児   | 横山健次   | 中山恭子     | 2月8日         |
| 34   | 今明かされる禁断の過去!鬼の手誕生の秘密!!             | 菅良幸       | 山田徹     | 加々美高浩 | 藤田勉       | 2月15日        |
| 35   | ダイダラボッチは私の虜!美樹ちゃんのドリームタウン!!   | まるおけいこ | 中村哲治   | 上野ケン   | 藤田勉       | 2月22日        |
| 36   | 真夜中の㊙レッスン!音楽室の危険な誘惑!!               | 菅良幸       | 芝田浩樹   | 須田正己   | 和田いづみ   | 3月1日         |
| 37   | 20年前の忘れ物!?血に染まった予言ノート!!              | 富田祐弘     | 石崎すすむ | 柳沢テツヤ | 藤田勉       | 3月8日         |
| 38   | エッ!ライバルが初デート?ゆきめの熱くて長い一日!!      | 菅良幸       | 角銅博之   | 横山健次   | 藤田勉       | 3月15日        |
| 39   | 死の底からの復讐!出るか?鬼と妖狐の合体奥義!!          | 富田祐弘     | 志水淳児   | 加々美高浩 | 和田いづみ   | 3月22日        |
| 40   | セーラー服が燃えちゃう!隠しきれない、いずなのハート!! | 菅良幸       | 山田徹     | 上野ケン   | 藤田勉       | 4月19日        |
| 41   | トモダチニナリタイ…謎の同級生、戦慄の正体!!           | 小林靖子     | 中村哲治   | 大西陽一   | 藤田勉       | 4月26日        |
| 42   | 母ちゃんは4歳児!?嵐を呼ぶ前世の記憶!!                 | まるおけいこ | 芝田浩樹   | 柳沢テツヤ | 和田いづみ   | 5月3日         |
| 43   | ゆきめ死す!!愛は雪の結晶と消えて…                     | 富田祐弘     | 志水淳児   | 横山健次   | 藤田勉       | 5月10日        |
| 44   | 子どもは見ちゃダメ!!禁断の怪談・百物語                | 菅良幸       | 角銅博之   | 須田正己   | 藤田勉       | 5月17日        |
| 45   | 夢?幻?復活のゆきめ恋人よ、なぜ俺の命を狙う!!          | 富田祐弘     | 山田徹     | 上野ケン   | 和田いづみ   | 5月31日        |
| 46   | 狙われたヒロインたち!ドキドキおふろパニック!!         | 小林靖子     | 中村哲治   | 柳沢テツヤ | 藤田勉       | 6月7日         |
| 47   | 最強!最大!最後の敵その名は…貧乏神!!                   | 富田祐弘     | 貝澤幸男   | 横山健次   | 藤田勉       | 6月14日        |
| 48   | 夢をいつまでも!!大好きな僕らのぬ〜べ〜!               | 小林靖子     | 芝田浩樹   | 須田正己   | 和田いづみ   | 6月21日        |
| SP   | 完全保存版!!地獄先生ぬ〜べ〜超百科                    | 富田祐弘     | 貝澤幸男   | 横山健次   | 中山恭子     | 8月7日         |

- 第44話と第45話の間で野球中継が中止になって本放送の時間が空いたため、第34話の「今明かされる禁断の過去! 鬼の手誕生の秘密!!」が再放送された。この回が再放送であることは、AパートおよびBパートの最初にテロップで告知された。また、この再放送および前回の第44話では、共に次回予告は第45話が紹介された。
- 1996年7月6,27日、8月24日、9月21,28日、10月5日、11月2,23日、12月21,28日、1997年1月4日、3月29日、4月5,12日は休止。

#### 放送局（1996年版テレビアニメ）
| 放送期間                                               | 放送時間                              | 放送局           | 対象地域       | 備考                                   |
| ------------------------------------------------------ | ------------------------------------- | ---------------- | -------------- | -------------------------------------- |
| 1996年4月13日 - 1997年6月21日                          | 土曜 17:00 - 17:30                    | 朝日放送         | 近畿広域圏     | 現・朝日放送テレビ /                   |
| 1996年4月13日 - 9月14日 1996年10月12日 - 1997年6月21日 | 土曜 19:30 - 19:58 土曜 19:30 - 20:00 | テレビ朝日       | 関東広域圏     | 制作局                                 |
|                                                        |                                       | 北海道テレビ     | 北海道         |                                        |
|                                                        |                                       | 青森朝日放送     | 青森県         |                                        |
|                                                        |                                       | 東日本放送       | 宮城県         |                                        |
|                                                        |                                       | 秋田朝日放送     | 秋田県         |                                        |
|                                                        |                                       | 山形テレビ       | 山形県         |                                        |
|                                                        |                                       | 福島放送         | 福島県         |                                        |
|                                                        |                                       | 新潟テレビ21     | 新潟県         |                                        |
|                                                        |                                       | 北陸朝日放送     | 石川県         |                                        |
|                                                        |                                       | 長野朝日放送     | 長野県         |                                        |
|                                                        |                                       | 静岡朝日テレビ   | 静岡県         |                                        |
|                                                        |                                       | 名古屋テレビ     | 中京広域圏     |                                        |
|                                                        |                                       | 広島ホームテレビ | 広島県         |                                        |
|                                                        |                                       | 山口朝日放送     | 山口県         |                                        |
|                                                        |                                       | 瀬戸内海放送     | 香川県・岡山県 |                                        |
|                                                        |                                       | 愛媛朝日テレビ   | 愛媛県         |                                        |
|                                                        |                                       | 九州朝日放送     | 福岡県         |                                        |
|                                                        |                                       | 長崎文化放送     | 長崎県         |                                        |
|                                                        |                                       | 熊本朝日放送     | 熊本県         |                                        |
|                                                        |                                       | 大分朝日放送     | 大分県         |                                        |
|                                                        |                                       | 鹿児島放送       | 鹿児島県       |                                        |
|                                                        |                                       | 琉球朝日放送     | 沖縄県         |                                        |
| 1996年10月12日 - 1997年6月21日                         | 土曜 19:30 - 20:00                    | 岩手朝日テレビ   | 岩手県         | 1996年10月開局のため、第21話から放送。 |
| 1997年2月9日 - 1998年1月18日                           | 日曜 5:15 - 5:45                      | 北日本放送       | 富山県         |                                        |
| （遅れネット）                                         | 月曜 17:25 - 17:55                    | 山陰放送         | 島根県・鳥取県 |                                        |

| 放送日       | 放送時間          | 放送局     | 対象地域   | 備考     |
| ------------ | ----------------- | ---------- | ---------- | -------- |
| 1997年8月7日 | 木曜 9:55 - 10:25 | テレビ朝日 | 関東広域圏 | 制作局 / |

| テレビ朝日系列 土曜 19:30 - 19:58            | テレビ朝日系列 土曜 19:30 - 19:58                                                                   | テレビ朝日系列 土曜 19:30 - 19:58                                                                             |
| 前番組                                       | 番組名                                                                                              | 次番組 |
| -------------------------------------------- | --------------------------------------------------------------------------------------------------- | --- |
| SLAM DUNK （1993年10月16日 - 1996年3月23日） | 地獄先生ぬ〜べ〜（1996年版） （1996年4月13日 - 1997年6月21日） - ※1996年10月から19:30 - 20:00で放送 | 忍ペンまん丸（第1回 - 第8回） （1997年7月5日 - 9月13日） - ※19:30 - 20:00 - ※土曜 18:00 - 18:30に移動して継続 |
| テレビ朝日系列 土曜 19:58 - 20:00            | | |
| We （1996年4月 - 9月）                       | 地獄先生ぬ〜べ〜（1996年版） （1996年10月12日 - 1997年6月21日） - ※19:30 - 20:00                    | 忍ペンまん丸（第1回 - 第8回） （1997年7月5日 - 9月13日） - ※19:30 - 20:00                                     |

### 劇場アニメ
- 『（超）劇場版!地獄先生ぬ〜べ〜』（1996年7月6日公開）

同時上映：『ゲゲゲの鬼太郎 大海獣』。配給収入は6億円。
- 『地獄先生ぬ〜べ〜 午前0時ぬ〜べ〜死す!』（1997年3月8日公開）

同時上映：『ゲゲゲの鬼太郎 おばけナイター』『花より男子』。配給収入は5.4億円。
- 『地獄先生ぬ〜べ〜 恐怖の夏休み!! 妖しの海の伝説!』（1997年7月12日公開）

同時上映：『ゲゲゲの鬼太郎 妖怪特急! まぼろしの汽車』『キューティーハニーF』『たまごっちホントのはなし』。配給収入は5.2億円。

#### 主題歌（劇場アニメ）
「バリバリ最強No.1」
FEEL SO BADによる劇場アニメ第1作『（超）劇場版!地獄先生ぬ〜べ〜』のオープニングテーマ、第2作『地獄先生ぬ〜べ〜 午前0時ぬ〜べ〜死す!』のエンディングテーマ、劇場アニメ第3作『地獄先生ぬ〜べ〜 恐怖の夏休み!! 妖しの海の伝説!』のオープニングテーマ。作詞・作曲は川島だりあと倉田冬樹、編曲は倉田冬樹。
本楽曲は1996年版テレビアニメのオープニングテーマとしても使用されている。
「ミエナイチカラ 〜INVISIBLE ONE〜」
B'zによる劇場アニメ第1作『（超）劇場版!地獄先生ぬ〜べ〜』のエンディングテーマ。作詞は稲葉浩志、作曲は松本孝弘、編曲は松本孝弘と稲葉浩志と池田大介。
本楽曲は1996年版テレビアニメのエンディングテーマとしても使用されている。
「胸に抱いて忘れない」
BAADによる劇場アニメ第3作『地獄先生ぬ〜べ〜 恐怖の夏休み!! 妖しの海の伝説!』のエンディングテーマ。作詞は早川悠、作曲は大田紳一郎、編曲はBAAD。
児童たちが抱く渚への友情や、思いを描いた楽曲。ボーカルが山田恭二から秦秀樹に代わってからの2枚目のシングルであり、BAADとしては7枚目になる。

### OVA
テレビアニメの続編として計3作がリリースされており、3作とも冒頭ナレーションはテレビアニメでの来宮良子に代わり、ぬ〜べ〜役の置鮎龍太郎が担当している。タイトルはOPタイトルではなく、テレビアニメと同様サブタイトルとして表記されている。パッケージに「東映VANIME」の表記はないものの、アニメ関連のライターである小黒祐一郎は同レーベルのOVAとして分類しており、同レーベルから発売されていた『地獄堂霊界通信』、『学校の幽霊』などの流れからのリリースだろうと分析している。
第2作（1998年10月発売）までは従来と同じセル画製作であったが、第3作（1999年10月発売）は東映アニメーション（発売前年の1998年10月に東映動画から商号変更）がデジタル彩色へ移行してからまもない時期に制作されたこともあり、色味がテレビアニメとは異なるものとなっている。現在は、全巻廃盤となっている。
- 『地獄先生ぬ〜べ〜 決戦!陽神の術vs壁男』1998年9月21日発売。
- 『地獄先生ぬ〜べ〜 なぞなぞ七不思議・ブキミちゃん』1998年10月21日発売。
- 『地獄先生ぬ〜べ〜 史上最大の激戦! 絶鬼来襲!!』1999年10月21日発売。

#### 主題歌（OVA）
「ニュースな学校」
高山成孝&ひまわりキッズによるOVAのオープニングテーマ。作詞はわたなべもも、作曲・編曲は馬場一嘉。
生き生きとした児童たちの様子を描いた歌。映像の主役は児童たちであり、テレビアニメ版OPとは全く違った視点となっている。アウトロのアレンジがフルサイズとは異なっている。
「HURT」
CASHによるOVAのエンディングテーマ。作詞はDewroh The Emon、作曲はヒロ渡辺、編曲は岡田弘とトシ中村、演奏はCASH。
うら寂しさが漂う下校時の小学校をバックに、児童たちを守るために戦うぬ〜べ〜の心の内側を描いた歌。

## アニメ（2025年版）
2024年7月21日、新作アニメを2025年に制作することが発表された。アニメーション制作はスタジオKAIが担当。鵺野鳴介役の置鮎龍太郎、玉藻京介役の森川智之は旧作から続投する。時代設定は放送時点における現代となっており、原作や1996年版テレビアニメの時点では存在しなかったスマートフォンや電動キックボードの描写がある。
放送は分割2クールで行われ、第1クールは2025年7月よりテレビ朝日系列『IMAnimation W』枠ほかにて放送中。また、第2クールは2026年1月より放送予定。

### スタッフ（2025年版テレビアニメ）
- 原作 - 真倉翔 / 漫画 - 岡野剛[63]
- 監督 - 大石康之[66]
- 助監督 - 山田史人[66]
- シリーズ構成 - 大草芳樹[66]
- キャラクターデザイン - 芳山優[66]
- サブキャラクターデザイン - 高橋敦子[66]
- プロップデザイン - 伊藤依織子[66]
- 妖怪デザイン - 田中宏紀、きじまる[66]
- アクション監督 - 加々美高浩、芳山優[66]
- 美術設定 - 平澤晃弘[66]
- 美術監督 - 春日美波[66]
- 色彩設計 - 野地弘納[66]
- 3Dディレクター - 吉良柾成[66]
- 画面設計 - 田村仁[66]
- 撮影監督 - 平本瑛子[66]
- 編集 - 吉武将人[66]
- 音響監督 - 名倉靖[66]
- 音響効果 - 森川永子、佐藤理緒[66]
- 録音 - 椎原操志[66]
- 音楽 - Evan Call[66]
- 音楽制作 - ミラクル・バス
- チーフプロデューサー - 島田久央、加藤貴大、八木征志
- プロデューサー - 黒肥地勇人、桶原馨、長嶺拓也、澤井恵美子
- アニメーション制作統括 - 麻生一宏
- アニメーションプロデューサー - 柴宏和
- アニメーション制作 - スタジオKAI[63]
- 製作 - 童守小学校卒業生一同

### 主題歌（2025年版テレビアニメ）
「P0WER-悪霊退散-」
-真天地開闢集団-ジグザグによるオープニングテーマ。作詞・作曲・編曲は命-mikoto-。
「ひまわり」
Chilli Beans.によるエンディングテーマ。作詞・作曲・編曲はChilli Beans.。

### 各話リスト（2025年版テレビアニメ）
| 話数   | サブタイトル         | 脚本     | 絵コンテ | 演出     | 作画監督                                                                                   | 総作画監督                 | 初放送日      |
| ------ | -------------------- | -------- | -------- | -------- | ------------------------------------------------------------------------------------------ | -------------------------- | ------------- |
| 第一話 | 九十九の足の蟲       | 大草芳樹 | 大石康之 | 石井輝   | 伊藤依織子 佐賀野桜子 高橋敦子                                                             | 芳山優                     | 2025年 7月2日 |
| 第二話 | 妖狐・跳梁跋扈       | 大草芳樹 | 大原実   | 山田史人 | 亀山進矢 寒川顕一 佐賀野桜子 田邉まほ 西川真人 堀越久美子 村田陽祐 REGRIM                  | 芳山優 高橋敦子            | 2025年 7月2日 |
| 第三話 | 真夜中の優等生       | リンリン | 石井輝   | 石井輝   | 石崎裕子 大下知之 加々美高浩 昆富美子 堀越久美子 松井万理子 村田憲泰 小山りょう 佐賀野桜子 | 堀越久美子 松岡謙治 芳山優 | 7月9日        |
| 第四話 | 妖怪ろくろっ首       | 福田裕子 | 大原実   | 村山靖   | 斎藤梢 西川雅史 清水勝祐 吉永剛 堀越久美子                                                 | 徳田夢之介 西川雅史        | 7月16日       |
| 第五話 | はたもんばの呪い     | ケンゼン | 宅野誠起 | 宅野誠起 | 江上夏樹 河口真緒 佐賀野桜子 はるかまこと 小山りょう                                       | 伊藤依織子 徳田夢之介      | 7月23日       |
| 第六話 | てけてけの怪         | リンリン | 仁賀緑朗 | 村山靖   | 西田美弥子 西川真人 趙小川 李偉峰 陳玲玲 周文龍                                            | 徳田夢之介                 | 8月7日        |
| 第七話 | 季節はずれの雪女     | 福田裕子 | 増田敏彦 | 臼井文明 | 江上夏樹 金子みき 佐賀野桜子 朱里 芳山優 小山りょう                                        | 芳山優                     | 8月14日       |
| 第八話 | 霊界通信機で大発明！ | ケンゼン | 大原実   | 茉田哲明 | 石崎裕子 大下知之 神山栄吏 河口真緒 築山翔太 南部広海 林志保 藤田正幸 堀越久美子 REGRIM    | 高橋敦子 芳山優            | 8月20日       |

### 放送局（2025年版テレビアニメ）
| 放送期間                                                            | 放送時間                     | 放送局                                        | 対象地域   | 備考                                 |
| ------------------------------------------------------------------- | ---------------------------- | --------------------------------------------- | ---------- | ------------------------------------ |
| 2025年7月2日 -                                                      | 水曜 23:45 - 木曜 0:15       | テレビ朝日（製作参加） ほか系列フルネット23局 | 日本国内   | 連動データ放送 / 『IMAnimation W』枠 |
| 2025年7月3日 -                                                      | 木曜 1:03 - 1:33（水曜深夜） | 朝日放送テレビ                                | 近畿広域圏 | 連動データ放送 / 『IMAnimation W』枠 |
| 2025年7月6日 -                                                      | 日曜 1:00 - 1:30（土曜深夜） | BS朝日                                        | 日本全域   | BS/BS4K放送 / 『アニメA』枠          |
| 全放送局で字幕放送を実施。 初回は1時間スペシャルとして2話連続放送。 |                              |                                               |            |                                      |

| 配信開始日                    | 配信時間                                           | 配信サイト | 備考                |
| ----------------------------- | -------------------------------------------------- | --- | ------------------- |
| 2025年7月2日 2025年7月3日以降 | 水曜 23:45 更新 木曜 0:15（水曜深夜） 更新         | ABEMA [ 72 ] U-NEXT アニメ放題 | 見放題配信          |
| 2025年7月3日                  | 木曜 0:00 - 0:30（水曜深夜）                       | ABEMA アニメチャンネル |                     |
| 2025年7月5日 2025年7月6日以降 | 土曜 23:45 更新 日曜 0:15（土曜深夜） 以降順次更新 | アニメタイムズ Amazon Prime Video J:COM STREAM dアニメストア DMM TV Disney+ TELASA Netflix バンダイチャンネル Hulu ふらっと動画 milplus Lemino WOWOWオンデマンド | 見放題配信          |
|                               |                                                    | Amazon Prime Video カンテレドーガ J:COM STREAM TELASA ニコニコ バンダイチャンネル ビデオマーケット music.jp milplus                                              | 都度課金配信        |
|                               |                                                    | ABEMA TVer ニコニコ Lemino | 見逃し無料配信      |
| 2025年7月6日                  | 日曜 23:30 - 月曜 0:00                             | ニコニコ生放送 | 初回のみ2話連続放送 |

| テレビ朝日系列 IMAnimation W | テレビ朝日系列 IMAnimation W            | テレビ朝日系列 IMAnimation W |
| 前番組                       | 番組名                                  | 次番組                       |
| ---------------------------- | --------------------------------------- | ---------------------------- |
| ユア・フォルマ               | 地獄先生ぬ〜べ〜（2025年版・第1クール） | ワンダンス                   |

## ゲーム
プレイステーション用『地獄先生ぬ〜べ〜』
1997年5月16日にバンダイ（現：バンダイナムコエンターテインメント）より発売。
主人公の少年（名前はプレイヤーが決める）が童守小5年3組へ転入し、鳴介や広たちと一緒に1年間の生活を体験していくシミュレーションゲーム。コンセプトとして学校の七不思議が採用されており、主人公は鳴介のクラスの仲間と一緒に不思議な事件を体験していく。イベントを通して彼らの間で会話が繰り広げられ、会話中の選択肢を選ぶ時に、その時の表情も選ぶことになる。答え方によって話の展開やエンディング、キャラクターの好感度が変化する。夏休み、冬休み、バレンタインデーにはスペシャルグラフィックが用意されており、その学期において最も仲が良かったキャラのグラフィックを見られる。会話場面での表情選択や他人の会話に割り込むツッコミモードは、本作品独特のユニークなシステムである。なお、ごくわずかの出演であるが、アニメでは未登場の速魚が登場している。
登場人物
- 鵺野 鳴介（声 - 置鮎龍太郎）
- 立野 広（声 - 藤田淑子）
- 稲葉 郷子（声 - 笠原留美）
- 細川 美樹（声 - 冨永みーな）
- 高橋 律子（声 - 根谷美智子）
- 木村 克也（声 - 田中一成）
- 栗田 まこと（声 - 浦和めぐみ）
- 山口 晶（声 - 柳沢三千代）
- 中島 法子（声 - 豊嶋真千子）
- 白戸 秀一（声 - 金丸淳一）
- 玉藻 京介（声 - 森川智之）
- ゆきめ（声 - 白鳥由里）
- 篠崎 愛（声 - 及川ひとみ）
- 葉月 いずな（声 - 本多知恵子）
- 速魚（声 - 山崎和佳奈）
- 赤マント（声 - 幸野善之）
- ゴースト（声 - 大塚瑞恵）
- ナナコ（声 - 江森浩子）

オープニングテーマ - 「バリバリ最強 NO.1」
歌 - FEEL SO BAD

### 客演作品
ニンテンドーDS用『ジャンプアルティメットスターズ』
2006年11月23日に任天堂より発売。
週刊少年ジャンプ作品のキャラクターによるバトルゲーム。その中の登場人物に含まれる。実際にはバトルキャラとしては使われないが、サポートとして使用される。登場するのはぬ〜べ〜、ゆきめ、郷子、広の4人である。

PS3・PS Vita用『ジェイスターズ ビクトリーバーサス』
2014年3月19日にバンダイナムコゲームスより発売。
週刊少年ジャンプ作品のキャラクターによるバトルゲーム。その中の登場人物に含まれる。バトルキャラとしてぬ〜べ〜のみ登場。

スマートフォン用『週刊少年ジャンプ オレコレクション!』
2017年7月6日からバンダイナムコエンターテインメントより配信開始。サービス開始当初から参加。2020年9月30日終了。
週刊少年ジャンプ作品のキャラクターや名シーンを集めて遊ぶカードゲーム。

スマートフォン用『ジャンプチ ヒーローズ』
2018年3月28日から	LINEより配信開始。サービス開始当初から参加。2024年3月27日終了。
週刊少年ジャンプ作品のキャラクターによるパズル＆RPG。

スマートフォン用『週刊少年ジャンプ 実況ジャンジャンスタジアム』
2018年8月2日からコナミデジタルエンタテインメントより配信開始。サービス開始当初から参加。2019年8月26日終了。
週刊少年ジャンプ作品のキャラクターがデフォルメされたオンライン対戦アクションゲーム。

## 小説
- 1996年4月にジャンプ ジェイ ブックスとして発売。執筆者はアニメ版のサブ脚本担当者である菅良幸。 原作の玉藻編、ゆきめ編の他に稲葉郷子がアイドルデビューを果たすオリジナルストーリー「呪われたスポットライト」も収録。ISBN 4-08-703044-X
- ジャンプノベルVol12にのみ収録された『妖怪とりかえっこ』というタイトルの小説が存在しており、JC版単行本30巻の巻末にて同小説に使用された挿絵カットの掲載と共に言及されている。本文の執筆者はアニメ版シリーズ構成・メイン脚本担当の富田祐弘。設定はアニメ版の続編であり、内容は妖怪「とりかえっこ」が幼いころに人間と交換した自分の魂を取り返しに来るというもので、童守小5年3組の誰かが妖怪の魂の持ち主である、というもの。こちらでも先の小説と同様に郷子がヒロインとなっている。
- 2013年には集英社みらい文庫からもノベライズ版が2冊発売されており、同レーベルからドラマ版ノベライズも2014年12月に発売された。著者は岡崎弘明。

## テレビドラマ
2014年10月11日から12月13日まで毎週土曜日21:00 - 21:54に、日本テレビ系列の『土曜ドラマ』枠で放送された。主人公・鵺野鳴介役は関ジャニ∞の丸山隆平。
放送に先駆け、2014年10月1日発売のグランドジャンプ21号の『地獄先生ぬ〜べ〜NEO』にて主演の丸山が登場している。

### キャスト
人物設定の詳細は地獄先生ぬ〜べ〜の登場人物を参照。
なお、本項目ではドラマ独自の人物設定を記載する。
童守高校 教職員
- 鵺野 鳴介 - 丸山隆平（少年期：若山耀人）
- 高橋 律子 - 桐谷美玲
- 玉藻 京介 - 速水もこみち
- 神木 昇（教頭） - 遠山俊也
- 渡 晴男（体育教師） - 山田親太朗
- 喜屋武 ひとみ（音楽教師） - 柴田美咲

童守高校 2年III組生徒
| - 栗田 まこと - 知念侑李 - 立野 広 - 中川大志 - 稲葉 郷子 - 松井愛莉 - 木村 克也 - 吉沢亮 - 細川 美樹 - 佐野ひなこ - 白戸 秀一 - 佐野岳 - 中島 法子 - 水谷果穂 - 山口 晶 - 清水一希 - 篠崎 愛 - 中村ゆりか - 菊池 静 - 高月彩良 | - 金田 勝 - 島丈明 - 北原 徹 - 原勇弥 - 黒木 雄一郎 - 山田ジェームス武 - 日向 勉 - 佐奈宏紀 - 三井 修 - 江口祐貴 - 安岡 正樹 - 河野将也 - 吉崎 佳祐 - 古指武輝 - 川瀬 葵 - 高橋春織 - 桐原 玲子 - 芝崎唯奈 - 斉藤 芽以 - 小林智絵 - 佐藤 あゆみ - 三上紗弥 - 高野 早希 - 倉持聖菜 - 古田 真梨子 - 小川紗良 - 松本 詩織 - 岡本夏美 - 吉野 桜子 - 加藤里保菜 |

その他
- ゆきめ（雪女） - 知英
- 葉月 いずな - 山本美月
- 美奈子先生 - 優香（友情出演）
- 童守寺和尚 - マキタスポーツ
- 覇鬼 - 坂上忍
- 無限界時空 - 高橋英樹

#### オープニングナレーション
毎回週ごとに代わり、シークレットナレーターとして登場する。また、公式サイトでは放送中にシークレットナレーター当て企画が行われており抽選で番組グッズやドラマの見学権（第7話まで）が当たる。
- 稲川淳二[90]（第1話）、堀北真希（第2話）、山田涼介[91]（第3話）、船越英一郎（第4話）、沢村一樹（第5話）、成海璃子（第6話）、佐野史郎[92]（第7話）、置鮎龍太郎[93]（第8話）、和田アキ子（第9話）、丸山隆平（第10話）

#### ゲスト
キャスト名横の表記は出演回。☆印は無限界時空が除霊し助けた人。
第1話
- 頭像（声） - マギー（第8話）
- 雲外鏡（声） - 天田益男
- サトミ☆ - 内田愛

第2話
- サトリ - 矢部太郎（カラテカ）（第4話 - 第6・8話 - 第10話）
- 一つ目小僧 - 増田怜雄（第8話）
- 壁男 - 桝太一（第8話）

第3話
- トイレの花子さん - 高橋真麻（第4・8話）
- 影愚痴（声） - 福田信昭
- シンイチ☆ - 三原大樹

第4話
- 小豆あらい - 鈴木拓（ドランクドラゴン）（第5話 - 第6話・第8話 - 第10話）

第5話
- ジンタ（しゃべる人体模型） - 清水一希（二役）

第6話
- 座敷童子 - 中島綾香（第8・10話）

第7話
- 小豆あらいの父 - 上島竜兵（第8話 - 第10話）
- 怪人赤マント・通称「A」 - 明石家さんま

第8話 - 第9話
- 絶鬼 - 山田涼介

第10話
- 校長先生 - 笑福亭鶴瓶

### スタッフ（テレビドラマ）
- 原作 - 真倉翔 / 漫画 - 岡野剛『地獄先生ぬ〜べ〜』（「週刊少年ジャンプ」 / 集英社刊）
- 脚本 - マギー、佐藤友治
- 音楽 - 横山克
- 演出 - 佐久間紀佳、池田健司、明石広人、松山雅則
- 主題歌 - 関ジャニ∞「がむしゃら行進曲」（INFINITY RECORDS）[99]
- 演出補 - 松山雅則、濱野大輝
- サウンドデザイン - 石井和之
- 音響効果 - 佐藤秀国
- 美術プロデュース 高野雅裕
- VFX&特殊造形プロデューサー - 岡野正広
- VFXスーパーバイザー - 熱田健太郎、佐々木一樹
- CG - 鈴木朗、河野達也、白智雲、雄勝光佑
- 特殊メイク - 梅沢壮一
- くだ狐造型 - 関根研一
- アクションコーディネート - 佐々木修平、俵広樹、林和美、飯田卓也
- 劇中料理 - 赤堀博美
- チーフプロデューサー - 伊藤響
- プロデューサー - 戸田一也、小泉守
- ラインプロデューサー - 鈴木香織
- アシスタントプロデューサー - 杉山葉香、白石香織
- 制作協力 - トータルメディアコミュニケーション
- 製作著作 - 日本テレビ

### 放送日程
| 各話                                                       | 放送日         | サブタイトル                                                 | 主人公人物               | 脚本     | 演出       | 視聴率 |
| ---------------------------------------------------------- | -------------- | ------------------------------------------------------------ | ------------------------ | -------- | ---------- | ------ |
| 第1話                                                      | 2014年10月11日 | 怪奇事件は妖怪の罠 ドジでマヌケな先生が学校救う!?            | 栗田まこと 中島法子      | マギー   | 佐久間紀佳 | 13.3%  |
| 第2話                                                      | 10月18日       | 学園パニック! 人を操るキザ妖怪!? 超魔術が信頼の絆を壊す!?    | 稲葉郷子 立野広 玉藻京介 | マギー   | 佐久間紀佳 | 07.9%  |
| 第3話                                                      | 10月25日       | トイレの花子さんが大暴走&原作人気妖怪が鬼の手の秘密暴露      | 細川美樹                 | 佐藤友治 | 池田健司   | 10.1%  |
| 第4話                                                      | 11月01日       | 危険な遊びで妖怪が激怒! ろくろ首が走り（秘）巨大怪鳥も召喚!? | 葉月いずな               | マギー   | 明石広人   | 09.9%  |
| 第5話                                                      | 11月08日       | ボク人間になりたい人体模型に命が宿る!? 余命24時間涙の青春    | 山口晶                   | 佐藤友治 | 佐久間紀佳 | 10.2%  |
| 第6話                                                      | 11月15日       | 今夜、重大発表が! 大波乱! 恋の三角関係切ない恋と優しい嘘     | 高橋律子 ゆきめ          | マギー   | 松山雅則   | 09.2%  |
| 第7話                                                      | 11月22日       | 明石家さんまがアノ伝説妖怪に! 悪夢の力で皆が悪魔に変身?      | -                        | 佐藤友治 | 佐久間紀佳 | 09.0%  |
| 第8話                                                      | 11月29日       | 名画モナリザが人を食う!? 学園パニック! 怪奇ミステリーの謎    | 木村克也                 | マギー   | 明石広人   | 10.8%  |
| 第9話                                                      | 12月06日       | 美しき鬼! 山田涼介世界を破滅させる魔力 正義が負ける瞬間…     | 絶鬼                     | マギー   | 池田健司   | 10.8%  |
| 第10話                                                     | 12月13日       | さよなら先生!? この命と引換えに俺は皆を守る! 奇跡よ起きろ    | -                        | マギー   | 佐久間紀佳 | 09.5%  |
| 平均視聴率:10.2%（視聴率は関東地区、ビデオリサーチ社調べ） |                |                                                              |                          |          |            |        |

- 第1話は15分拡大。
- 第2話は『プロ野球 クライマックスファイナルステージ第4戦 巨人×阪神』放送延長および『ダッグアウト』放送のため60分繰り下げ。

| 日本テレビ系列 土曜 21:00 - 21:54（土曜ドラマ）        | 日本テレビ系列 土曜 21:00 - 21:54（土曜ドラマ） | 日本テレビ系列 土曜 21:00 - 21:54（土曜ドラマ） |
| 前番組                                                 | 番組名                                          | 次番組                                          |
| ------------------------------------------------------ | ----------------------------------------------- | ----------------------------------------------- |
| 金田一少年の事件簿N（neo） （2014年7月19日 - 9月20日） | 地獄先生ぬ〜べ〜 （2014年10月11日 - 12月13日）  | 学校のカイダン （2015年1月10日 - 3月14日）      |

## 関連商品

### 映像ソフト

#### テレビアニメ・劇場アニメ関連
VHS版・LD版（劇場アニメのみ）がリリースされたが、現在は、全巻廃盤となっている。
- 『地獄先生ぬ〜べ〜 コンプリートDVD-BOX 1』（1996年版テレビアニメ第1話 - 第24話、劇場アニメ3作品収録）2006年2月21日発売。
- 『地獄先生ぬ〜べ〜 コンプリートDVD-BOX 2』（1996年版テレビアニメ第25話 - 第49話、OVA3作品、真倉翔&岡野剛描き下ろし番外編漫画『一夜だけの復活』収録）2006年6月21日発売。
- DVD（単巻）『地獄先生ぬ〜べ〜』（毎月3巻リリース、全8巻）2008年1月21日 - 3月21日発売。映画とOVAの単巻はどちらも2008年3月21日発売。
- 『地獄先生ぬ〜べ〜 コンプリ〜ト Blu-ray ボックス』 （最新デジタルリマスター技術におけるHD化による1996年版テレビアニメ全49話・劇場アニメ3作品・OVA3作品、キャラクターデザイン:大西陽一の新規描き下ろしによるアニメ三方背アウターケース・アニメインナージャケット、スペシャルブックレット（48P）、新規描き下ろしによる漫画、原作者インタビュー、キャスト&スタッフによるインタビュー、エピソード総選挙1位のエピソードを収録した新録オーディオコメンタリー【出演:鵺野鳴介役･置鮎龍太郎、稲葉郷子役･笠原留美】収録）2021年8月4日発売。

### サウンドトラック
- 地獄先生ぬ〜べ〜オリジナルサウンドトラック (1998/6/20)

OVA版のOPとEDのフルサイズ、BGMが収録されている。2015年1月21日に「ANIMEX1200」シリーズの第193弾にて再発売された。先に放送された1996年版テレビアニメのサウンドトラックは未発売である。

### パチンコ
- CR地獄先生ぬ〜べ〜（2014年、藤商事）

## 備考
- 本作品の連載開始前に掲載された読み切り版のタイトルは、『地獄先生ぬ〜ぼ〜』だった。森永製菓の商品に「ぬ〜ぼ〜」という同音のものが存在したため、今後仮にアニメ化した時に協賛が森永製菓のライバル企業だった場合にどうなるかを考慮し、連載開始の際にはタイトルを『地獄先生ぬ〜べ〜』に変更している。なお、読み切り版『ぬ〜ぼ〜』は『ぬ〜べ〜』のコミックス第1巻と第3巻の巻末（文庫版では第1巻と第2巻の巻末）に収録されており、第2巻に収録された作品はテレビアニメ版の第1話に採用されている。
- 読みきり作品とは別に番外編『ぬ〜べ〜ニューヨークへ行く』がジャンプ本誌の1998年29号に掲載されたが、コミック版にも文庫版にも未収録である。詳細はGODZILLA#備考を参照。
- 連載当時の週刊少年ジャンプには「1/2広告」というページの下半分を使った広告が存在したが、本作品第9話においては「ページ左側に掲載する」という暗黙のルールを知らず、右側に掲載してしまった。その後、他の作家が同じく右側に掲載してしまった際には、「『ぬ〜べ〜』でやっていたから…」」と理由を語ったと言う。この件以降、余計なトラブルの元になるということで、1/2広告や1/3広告は行われなくなった[注 20]。
- 女性の乳首や陰部を隠す際にジャンプマークを挿入した初の作品でもある。考案者は岡野。